# Partido Comunista da Índia

O Partido Comunista da Índia é um partido político comunista da Índia. O partido foi fundado em 1920.
O secretário geral do partido é A.B. Bardhan.
O partido publica New Age. A organização juvenil do partido é All India Youth Federation.
Nas eleições parlamentares de 2004 o partido recebeu 5 434 738 votos (1.4%, 10 assentos).